# Othenio Abel
Pour les articles homonymes, voir Abel (homonymie).
Othenio Abel est un paléontologue autrichien, né le 20 juin 1875 à Vienne et décédé le 4 juillet 1946 à Mondsee, en Haute-Autriche.
Il fonda avec Louis Dollo la paléobiologie et étudia la vie et l'environnement des organismes fossilisés. Professeur à l'université de Vienne entre 1917 et 1934, il dirigea plus tard l'Institut de paléontologie de l'université de Göttingen. Il explora également la grotte Drachenhöhle à Mixnitz.